# Oirase, Aomori
Oirase (おいらせ町 Oirase-chō) là thị trấn thuộc huyện Kamikita, tỉnh Aomori, Nhật Bản. Tính đến ngày 1 tháng 10 năm 2020, dân số ước tính thị trấn là 24.273 người và mật độ dân số là 340 người/km2. Tổng diện tích thị trấn là 71,96 km2.